# Quoi.info
Quoi.info est un site web d'information lancé en novembre 2011 et édité par Ask Média. Il propose un décryptage pédagogique de l'actualité, grâce à des articles courts et des titres formulés sous forme de question.
Il s'agit d'un pure player dont le contenu, financé par la publicité, est en accès libre et gratuit.
Les cofondateurs sont Frédéric Allary, ancien directeur général de l'hebdomadaire culturel Les Inrockuptibles de 2000 à 2010, Cyrille Frank, ancien rédacteur en chef et responsable des contenus du groupe AOL France. 
À partir de juin 2013, le site connaît une période d'inactivité. Il est racheté en juin 2015 par le groupe Prisma, qui décide de le relancer sous la marque Ca m'intéresse. 